# Enfants mangeant un gâteau
 (décembre 2018).
Si vous disposez d'ouvrages ou d'articles de référence ou si vous connaissez des sites web de qualité traitant du thème abordé ici, merci de compléter l'article en donnant les références utiles à sa vérifiabilité et en les liant à la section « Notes et références ».
Enfants mangeant un gâteau est un tableau de Bartolomé Esteban Murillo, peint à l'huile sur toile et mesurant 123 × 102 cm. Daté des années 1670-1675, il est actuellement conservé à l'Alte Pinakothek de Munich.

## Histoire
Murillo a été un des premiers peintres européens à représenter des scènes avec des garçons comme protagonistes, et même comme thème principal.
La toile fait partie d'un ensemble de scènes de genre populaire et à thème enfantin peints par Murillo entre les années 1670 et 1675. Cette thématique utilisée par le peintre nous montre, à travers une scène innocente, la triste et misérable condition dont souffraient les jeunes mendiants qui pullulaient à l'époque dans les rues de Séville. On peut voir également par exemple son œuvre Le Mangeur de melon et de raisin, datant de 1650 et de semblable facture.    
Ici le thème de l'enfance est affronté d'une façon plus encourageante et sereine, avec optimisme et joie, bien que très idéalisée, les deux enfants étant représentés avec une grande vraisemblance et sans intentions moralisatrices.
Le plus probable est que ces représentations ont été commandées à Murillo par des marchands d'Europe septentrionale, où les peintures de cette thématique étaient très appréciées. C'est sûrement pourquoi aucune de ces peintures enfantines n'est conservée dans des musées espagnols, dont le goût à cette époque était principalement orienté vers des thèmes religieux.

## Description et caractéristiques
On aperçoit deux enfants au premier plan qui occupent presque toute la scène. Ils sont assis et semblent manger un gâteau. À droite, un chien attentif attend anxieux que tombe quelque morceau qu'il pourra déguster. À ses pieds on remarque aussi un panier de fruits d'un grand réalisme.
Murillo dans ce tableau fait un usage incroyablement adroit de la luminosité. Une unique source de lumière illumine toute la scène en créant les formes et les volumes et en distribuant les espaces afin de réussir un grand réalisme dans toute la composition. 
Le naturalisme se souligne encore plus par l'expressivité des sentiments dans les gestes des enfants et du chien, ainsi que dans l'étude minutieuse et détaillée des nourritures, des vêtements ou de la saleté des pieds de l'enfant du premier plan.